# 라이더스: 내일을 잡아라
《라이더스: 내일을 잡아라》는 2015년 11월 8일부터 2016년 1월 24일까지 E채널, 드라마큐브에서 방영된 드라마이다.

## 등장 인물

### 주요 인물
- 김동욱 : 차기준 역 (아역 : 정수환)
- 이청아 : 윤소담 역
- 최민 : 강윤재 역 (아역 : 강빛)
- 윤종훈 : 김준욱 역 (아역 : 안재성)
- 최여진 : 고태라 역
- 조병규 : 김민중 역

### 그외 인물들
- 길해연 : 배미선 역
- 장호일 : 배형선 역
- 미람 : 서은주 역
- 이희진 : 오정인 역
- 정이랑 : 백진주 역
- 차순배 : 김순배 부장 역
- 설창희
- 이태검
- 강왕수
- 오지수
- 정명준
- 박기만
- 조현진
- 김재흠
- 최영
- 권오경
- 이철희
- 박성근
- 이태윤
- 안성건
- 김판겸
- 진현광
- 차영옥
- 민대식
- 박신아 : 강윤아 역 (아역: 박세아)

### 특별출연
- 이동훈
- 홍석천
- 김강현
- 소희정
- 권해효
- 전병욱
- 전창걸
- 박우천
- 김현정
- 여욱환
- 이기영